# 经济扩张
经济扩张（英語：economic expansion）是经济活动水平以及可用的商品和服务水平的提高。它是一个以实际GDP增长来衡量的经济增长时期。解释经济扩张与收缩之间的总经济活动波动是宏观经济学的主要关注点之一。
通常，经济扩张的特征是生产和资源利用的上升。經濟復甦和繁荣是扩张的两个连续阶段。扩张可能是由经济外部因素（例如天气条件或技术变化）引起的，也可能是由经济内部因素引起的（例如财政政策、货币政策、信贷可获得性、利率、监管政策或对生产者的其他影响激励措施）。全球状况可能会影响各个国家的经济活动水平。
经济收缩和扩张与所有商品和服务的总产出息息相关，而通货膨胀和通货紧缩是指大宗商品、普通商品和服务的货币价格上涨和下跌。
扩张意味着扩大公司规模。扩展方式包括内部扩展和整合。内部扩张是指公司通过开设分支机构、开发新产品或发展新业务来扩大规模。整合是指公司通过接管其他公司或与其他公司合并来扩大规模。